# Lycosa
Lycosa Latreille, 1804 è un genere di ragni appartenente alla famiglia Lycosidae.

## Caratteristiche
Lunghezza del corpo da due a tre centimetri; i pedipalpi sono di colore giallognolo, neri all'estremità; i cheliceri, all'inverso, sono neri con la parte superiore gialla. Gli occhi sono di colore rossastro posti sul cefalotorace di colore tendente al nero, al pari dell'opistosoma, nerastro punteggiato di grigio, più scuro lungo il bordo posteriore. I tarsi sono neri con punteggiatura rossastra.

## Distribuzione
Il genere è da considerarsi cosmopolita: sono state rinvenute specie in tutti i continenti, ad eccezione dei poli. La specie dall'areale più vasto è la L. singoriensis, reperita in varie località della regione paleartica.

## Tassonomia
Considerato sinonimo anteriore di Allohogna Roewer 1955a, a seguito delle analisi degli esemplari tipo Lycosa singoriensis (Laxmann, 1770) e di Mimohogna Roewer, 1960b in seguito alle analisi degli esemplari tipo Lycosa pachana Pocock, 1898 effettuate rispettivamente dagli aracnologi Fuhn e Niculescu-Burlacu nel 1971 e da McKay in un suo lavoro (1979e) (sebbene la priorità della sinonimia di Allohogna sia disputata dagli aracnologi Marusik, Guseinov e Koponen in un loro studio (2003b)).
Inoltre è sinonimo anteriore di Ishicosa Roewer, 1960d, a seguito delle analisi degli esemplari tipo Tarentula ishikariana Saito, 1934 (posta in Lycosa da alcuni autori moderni e considerata sinonimo posteriore di Arkalosula, oggi sinonimizzata con Arctosa C.L. Koch, 1847 dall'aracnologo Guy in un lavoro del 1966), effettuate dagli aracnologi Ono e Shinkai nel 1988, seguendo quanto asserito da precedenti autori giapponesi che si erano però basati su esemplari topotipici di specie tipo.
Infine è sinonimo anteriore di Foxicosa Roewer, 1960d, a seguito delle analisi degli esemplari tipo Tetrarctosa subcoelestis (Fox, 1935, considerato invece un sottogenere di Pirata Sundevall, 1833, da Guy nel 1966) effettuate dagli aracnologi Chen e Gao nel 1990 (attraverso esemplari sinonimi della specie tipo).
Non è sinonimo anteriore di Hogna Simon, 1885, come affermato dagli aracnologi Dondale e Redner in un loro lavoro del 1990 (probabilmente un discorso a parte andrebbe fatto per le specie americane di Hogna).
Non è infine sinonimo anteriore di Galapagosa Roewer, 1960, come affermato in Baert & Maelfait, 1997; né di Tetralycosa Roewer, 1960, come asserito in Framenau, Gotch & Austin del 2006; né di Hoggicosa Roewer, 1960, a detta di un lavoro di Langlands & Framenau del 2010.
Non sono stati esaminati esemplari di questo genere dal 2017.
Attualmente, a luglio 2017, si compone di 219 specie e 6 sottospecie:
1. Lycosa abnormis Guy, 1966 — Africa settentrionale
2. Lycosa accurata (Becker, 1886) — Messico
3. Lycosa adusta Banks, 1898 — Messico
4. Lycosa affinis Lucas, 1846 — Algeria
5. Lycosa anclata Franganillo, 1946 — Cuba
6. Lycosa apacha Chamberlin, 1925 — USA
7. Lycosa approximata (O. P.-Cambridge, 1885) — Yarkand (Cina)
8. Lycosa aragogi Nadolny & Zamani, 2017 — Iran
9. Lycosa arambagensis Biswas & Biswas, 1992 — India
10. Lycosa ariadnae McKay, 1979 — Australia occidentale
11. Lycosa articulata Costa, 1875 — Israele
12. Lycosa artigasi Casanueva, 1980 — Cile
13. Lycosa asiatica Sytshevskaja, 1980 — Tagikistan
14. Lycosa aurea Hogg, 1896 — Australia centrale
15. Lycosa auroguttata (Keyserling, 1891) — Brasile
16. Lycosa australicola (Strand, 1913) — Australia occidentale, Territorio del Nord (Australia)
17. Lycosa australis Simon, 1884 — Cile
18. Lycosa balaramai Patel & Reddy, 1993 — India
19. Lycosa barnesi Gravely, 1924 — India
20. Lycosa baulnyi Simon, 1876 — Africa settentrionale
21. Lycosa bedeli Simon, 1876 — Africa settentrionale
22. Lycosa beihaiensis Yin, Bao & Zhang, 1995 — Cina
23. Lycosa bezzii Mello-Leitão, 1944 — Argentina
24. Lycosa bhatnagari Sadana, 1969 — India
25. Lycosa biolleyi Banks, 1909 — Costa Rica
26. Lycosa bistriata Gravely, 1924 — India, Bhutan
27. Lycosa boninensis Tanaka, 1989 — Taiwan, Giappone
28. Lycosa bonneti Guy & Carricaburu, 1967 — Algeria
29. Lycosa brunnea F. O. P.-Cambridge, 1902 — Costa Rica, Guatemala, Messico
30. Lycosa caenosa Rainbow, 1899 — Nuova Caledonia, Nuove Ebridi
31. Lycosa canescens Schenkel, 1963 — Cina
32. Lycosa capensis Simon, 1898 — Sudafrica
33. Lycosa carbonelli Costa & Capocasale, 1984 — Uruguay
34. Lycosa carmichaeli Gravely, 1924 — India
35. Lycosa cerrofloresiana Petrunkevitch, 1925 — da El Salvador al Panama
36. Lycosa chaperi Simon, 1885 — India, Pakistan
37. Lycosa choudhuryi Tikader & Malhotra, 1980 — India, Cina
38. Lycosa cingara (C. L. Koch, 1847) — Egitto
39. Lycosa coelestis L. Koch, 1878 — Cina, Corea, Giappone
40. Lycosa connexa Roewer, 1960 — Sudafrica
41. Lycosa contestata Montgomery, 1903 — USA
42. Lycosa corallina McKay, 1974 — Australia
43. Lycosa coreana Paik, 1994 — Corea
44. Lycosa cowlei Hogg, 1896 — Australia centrale
45. Lycosa cretacea Simon, 1898 — Africa settentrionale
46. Lycosa dacica (Pavesi, 1898) — Romania
47. Lycosa danjiangensis Yin, Zhao & Bao, 1997 — Cina
48. Lycosa dilatata F. O. P.-Cambridge, 1902 — dal Messico ad El Salvador
49. Lycosa dimota Simon, 1909 — Australia occidentale
50. Lycosa discolor Walckenaer, 1837 — USA
51. Lycosa elysae Tongiorgi, 1977 — Isola di Sant'Elena
52. Lycosa emuncta Banks, 1898 — Messico
53. Lycosa erjianensis Yin & Zhao, 1996 — Cina
54. Lycosa erythrognatha Lucas, 1836 — Brasile, Uruguay, Paraguay, Argentina
55. Lycosa eutypa Chamberlin, 1925 — Panama
56. Lycosa falconensis Schenkel, 1953 — Venezuela
57. Lycosa fasciiventris Dufour, 1835 — Spagna, Marocco
58. Lycosa fernandezi (F. O. P.-Cambridge, 1899) — Isole Juan Fernandez
59. Lycosa ferriculosa Chamberlin, 1919 — USA
60. Lycosa formosana Saito, 1936 — Taiwan
61. Lycosa frigens (Kulczyński, 1916) — Russia
62. Lycosa fuscana Pocock, 1901 — India
63. Lycosa futilis Banks, 1898 — Messico
64. Lycosa geotubalis Tikader & Malhotra, 1980 — India
65. Lycosa gibsoni McKay, 1979 — Australia occidentale
66. Lycosa gigantea (Roewer, 1960) — Sudafrica
67. Lycosa gobiensis Schenkel, 1936 — Mongolia, Cina
68. Lycosa goliathus Pocock, 1901 — India
69. Lycosa grahami Fox, 1935 — Cina
70. Lycosa gravelyi Biswas & Raychaudhuri, 2014 — Bangladesh
71. Lycosa guayaquiliana Mello-Leitão, 1939 — Ecuador
72. Lycosa hawigvittata Barrion, Barrion-Dupo & Heong, 2013 — Cina
73. Lycosa hickmani (Roewer, 1955) — Nuova Guinea, Australia settentrionale
74. Lycosa hildegardae Casanueva, 1980 — Cile
75. Lycosa hispanica (Walckenaer, 1837) — Spagna
  - Lycosa hispanica dufouri (Strand, 1916) — Spagna
76. Lycosa horrida (Keyserling, 1877) — Colombia
77. Lycosa howarthi Gertsch, 1973 — Hawaii
78. Lycosa illicita Gertsch, 1934 — Messico
79. Lycosa immanis L. Koch, 1879 — Russia
80. Lycosa impavida Walckenaer, 1837 — USA
81. Lycosa implacida Nicolet, 1849 — Cile
82. Lycosa indagatrix Walckenaer, 1837 — India, Sri Lanka
83. Lycosa indomita Nicolet, 1849 — Cile
84. Lycosa infesta Walckenaer, 1837 — USA
85. Lycosa injusta Banks, 1898 — Messico
86. Lycosa innocua Doleschall, 1859 — Isola di Ambon (Arcipelago delle Molucche)
87. Lycosa inornata Blackwall, 1862 — Brasile
88. Lycosa insulana (Bryant, 1923) — Barbados
89. Lycosa insularis Lucas, 1857 — Cuba
90. Lycosa intermedialis Roewer, 1955 — Libia
91. Lycosa interstitialis (Strand, 1906) — Algeria
92. Lycosa inviolata Roewer, 1960 — Sudafrica
93. Lycosa iranii Pocock, 1901 — India
94. Lycosa ishikariana (Saito, 1934) — Russia, Giappone
95. Lycosa isolata Bryant, 1940 — Cuba
96. Lycosa jagadalpurensis Gajbe, 2004 — India
97. Lycosa japhlongensis Biswas & Raychaudhuri, 2014 — Bangladesh
98. Lycosa kempi Gravely, 1924 — India, Pakistan, Bhutan, Cina
99. Lycosa koyuga McKay, 1979 — Australia occidentale
100. Lycosa labialis Mao & Song, 1985 — Cina, Corea
101. Lycosa labialisoides Peng et al., 1997 — Cina
102. Lycosa laeta L. Koch, 1877 — Australia orientale
103. Lycosa lambai Tikader & Malhotra, 1980 — India
104. Lycosa langei Mello-Leitão, 1947 — Brasile
105. Lycosa lativulva F. O. P.-Cambridge, 1902 — Guatemala
106. Lycosa lebakensis Doleschall, 1859 — Giava
107. Lycosa leucogastra Mello-Leitão, 1944 — Argentina
108. Lycosa leucophaeoides (Roewer, 1951) — Queensland (Australia)
109. Lycosa leucophthalma Mello-Leitão, 1940 — Argentina
110. Lycosa leucotaeniata (Mello-Leitão, 1947) — Brasile
111. Lycosa liliputana Nicolet, 1849 — Cile
112. Lycosa longivulva F. O. P.-Cambridge, 1902 — Guatemala
113. Lycosa mackenziei Gravely, 1924 — Pakistan, India, Bangladesh
114. Lycosa maculata Butt, Anwar & Tahir, 2006 — Pakistan
115. Lycosa madagascariensis Vinson, 1863 — Madagascar
116. Lycosa madani Pocock, 1901 — India
117. Lycosa magallanica Karsch, 1880 — Cile
118. Lycosa magnifica Hu, 2001 — Cina
119. Lycosa mahabaleshwarensis Tikader & Malhotra, 1980 — India
120. Lycosa masteri Pocock, 1901 — India
121. Lycosa matusitai Nakatsudi, 1943 — dal Giappone alla Micronesia
122. Lycosa maya Chamberlin, 1925 — Messico
123. Lycosa mexicana Banks, 1898 — Messico
124. Lycosa minae (Dönitz & Strand, 1906) — Giappone
125. Lycosa mordax Walckenaer, 1837 — USA
126. Lycosa moulmeinensis Gravely, 1924 — Myanmar
127. Lycosa mukana Roewer, 1960 — Congo
128. Lycosa munieri Simon, 1876 — Africa settentrionale
129. Lycosa muntea (Roewer, 1960) — Congo
130. Lycosa niceforoi Mello-Leitão, 1941 — Colombia
131. Lycosa nigricans Butt, Anwar & Tahir, 2006 — Pakistan
132. Lycosa nigromarmorata Mello-Leitão, 1941 — Colombia
133. Lycosa nigropunctata Rainbow, 1915 — Australia meridionale
134. Lycosa nigrotaeniata Mello-Leitão, 1941 — Colombia
135. Lycosa nigrotibialis Simon, 1884 — India, Bhutan, Myanmar
136. Lycosa nilotica Audouin, 1826 — Egitto
137. Lycosa nordenskjoldi Tullgren, 1905 — Brasile, Bolivia
138. Lycosa oculata Simon, 1876 — Mediterraneo occidentale
139. Lycosa ovalata Franganillo, 1930 — Cuba
140. Lycosa pachana Pocock, 1898 — Africa centrale e meridionale
141. Lycosa palliata Roewer, 1960 — Sudafrica
142. Lycosa pampeana Holmberg, 1876 — Paraguay, Argentina
143. Lycosa paranensis Holmberg, 1876 — Brasile, Argentina
144. Lycosa parvipudens Karsch, 1881 — Isole Gilbert (Kiribati)
145. Lycosa patagonica Simon, 1886 — Cile
146. Lycosa pavlovi Schenkel, 1953 — Cina
147. Lycosa perkinsi Simon, 1904 — Hawaii
148. Lycosa perspicua Roewer, 1960 — Sudafrica
149. Lycosa philadelphiana Walckenaer, 1837 — USA
150. Lycosa phipsoni Pocock, 1899 — dall'India alla Cina, Taiwan
  - Lycosa phipsoni leucophora (Thorell, 1887) — Myanmar
151. Lycosa pia (Bösenberg & Strand, 1906) — Giappone
152. Lycosa picta Biswas & Raychaudhuri, 2014 — Bangladesh
153. Lycosa pictipes (Keyserling, 1891) — Brasile, Argentina
154. Lycosa pictula Pocock, 1901 — India
155. Lycosa pintoi Mello-Leitão, 1931 — Brasile
156. Lycosa piochardi Simon, 1876 — Siria
  - Lycosa piochardi infraclara (Strand, 1915) — Israele
157. Lycosa poliostoma (C. L. Koch, 1847) — Brasile, Paraguay, Uruguay, Argentina
158. Lycosa poonaensis Tikader & Malhotra, 1980 — India
159. Lycosa porteri Simon, 1904 — Cile
160. Lycosa praegrandis C. L. Koch, 1836 — dalla Grecia all'Asia centrale
  - Lycosa praegrandis discoloriventer Caporiacco, 1949 — Albania
161. Lycosa praestans Roewer, 1960 — Botswana
162. Lycosa proletarioides Mello-Leitão, 1941 — Argentina
163. Lycosa prolifica Pocock, 1901 — India
164. Lycosa pulchella (Thorell, 1881) — Nuova Guinea, Arcipelago delle Bismarck (Papua Nuova Guinea)
165. Lycosa punctiventralis (Roewer, 1951) — Messico
166. Lycosa quadrimaculata Lucas, 1858 — Gabon
167. Lycosa rimicola Purcell, 1903 — Sudafrica
168. Lycosa ringens Tongiorgi, 1977 — Isola di Sant'Elena
169. Lycosa rostrata Franganillo, 1930 — Cuba
170. Lycosa rufisterna Schenkel, 1953 — Cina
171. Lycosa russea Schenkel, 1953 — Cina
172. Lycosa sabulosa (O. P.-Cambridge, 1885) — Yarkand (Cina)
173. Lycosa salifodina McKay, 1976 — Australia occidentale
174. Lycosa salvadorensis Kraus, 1955 — El Salvador
175. Lycosa separata (Roewer, 1960) — Mozambico
176. Lycosa septembris (Strand, 1906) — Etiopia
177. Lycosa sericovittata Mello-Leitão, 1939 — Brasile
178. Lycosa serranoa Tullgren, 1901 — Cile
179. Lycosa shahapuraensis Gajbe, 2004 — India
180. Lycosa shaktae Bhandari & Gajbe, 2001 — India
181. Lycosa shansia (Hogg, 1912) — Cina, Mongolia
182. Lycosa shillongensis Tikader & Malhotra, 1980 — India
183. Lycosa signata Lenz, 1886 — Madagascar
184. Lycosa signiventris Banks, 1909 — El Salvador, Costa Rica
185. Lycosa sigridae (Strand, 1917) — Messico
186. Lycosa similis Banks, 1892 — USA
187. Lycosa singoriensis (Laxmann, 1770) — Regione paleartica
188. Lycosa sochoi Mello-Leitão, 1947 — Brasile
189. Lycosa storeniformis Simon, 1910 — Guinea-Bissau
190. Lycosa subfusca F. O. P.-Cambridge, 1902 — Messico, Costa Rica
191. Lycosa suboculata Guy, 1966 — Africa settentrionale
192. Lycosa suzukii Yaginuma, 1960 — Russia, Cina, Corea, Giappone
193. Lycosa sylvatica (Roewer, 1951) — Algeria
194. Lycosa tarantula (Linnaeus, 1758)[3] — Europa sudorientale, Mediterraneo, Vicino Oriente
  - Lycosa tarantula carsica Caporiacco, 1949 — Italia
  - Lycosa tarantula cisalpina Simon, 1937 — Francia
195. Lycosa tarantuloides Perty, 1833 — Brasile
196. Lycosa tasmanicola Roewer, 1960 — Tasmania
197. Lycosa teranganicola (Strand, 1911) — Isole Aru (Indonesia)
198. Lycosa terrestris Butt, Anwar & Tahir, 2006 — Pakistan
199. Lycosa tetrophthalma Mello-Leitão, 1939 — Paraguay
200. Lycosa thoracica Patel & Reddy, 1993 — India
201. Lycosa thorelli (Keyserling, 1877) — dalla Colombia all'Argentina
202. Lycosa tista Tikader, 1970 — India
203. Lycosa transversa F. O. P.-Cambridge, 1902 — Guatemala
204. Lycosa trichopus (Roewer, 1960) — Afghanistan
205. Lycosa tula (Strand, 1913) — Australia occidentale
206. Lycosa u-album Mello-Leitão, 1938 — Argentina
207. Lycosa vachoni Guy, 1966 — Algeria
208. Lycosa vellutina Mello-Leitão, 1941 — Colombia
209. Lycosa ventralis F. O. P.-Cambridge, 1902 — Messico
210. Lycosa vittata Yin, Bao & Zhang, 1995 — Cina
211. Lycosa wadaiensis Roewer, 1960 — Ciad
212. Lycosa wangi Yin, Peng & Wang, 1996 — Cina
213. Lycosa woonda McKay, 1979 — Australia occidentale
214. Lycosa wroughtoni Pocock, 1899 — India
215. Lycosa wulsini Fox, 1935 — Cina
216. Lycosa yalkara McKay, 1979 — Australia occidentale
217. Lycosa yerburyi Pocock, 1901 — Sri Lanka
218. Lycosa yizhangensis Yin, Peng & Wang, 1996 — Cina
219. Lycosa yunnanensis Yin, Peng & Wang, 1996 — Cina

### Specie trasferite
1. Lycosa accentuata Latreille, 1817; trasferita al genere Alopecosa Simon, 1885[2].
2. Lycosa albemarlensis Banks, 1902; trasferita al genere Hogna Simon, 1885.
3. Lycosa albopilata Urquhart, 1893; trasferita al genere Artoria Thorell, 1877.
4. Lycosa algida Simon, 1905; trasferita al genere Anoteropsis L. Koch, 1878.
5. Lycosa alpigena Doleschall, 1852; trasferita al genere Arctosa C.L. Koch, 1847.
6. Lycosa alteripa McKay, 1976; trasferita al genere Tetralycosa Roewer, 1960.
7. Lycosa amamiensis Nakatsudi, 1943; trasferita al genere Pardosa C.L. Koch, 1847.
8. Lycosa ambrymiana Berland, 1938; trasferita al genere Artoria Thorell, 1877.
9. Lycosa apalachea (Gertsch, 1940); trasferita al genere Pirata Sundevall, 1833.
10. Lycosa arapensis (Strand, 1908); trasferita al genere Hippasella Mello-Leitão, 1944.
11. Lycosa arenaris Hogg, 1905; trasferita al genere Venatrix Roewer, 1960.
12. Lycosa atlantica Marx, 1889; trasferita al genere Trochosa C.L. Koch, 1847.
13. Lycosa atropos L. Koch, 1878; trasferita al genere Pardosa C.L. Koch, 1847.
14. Lycosa auripilosa Schenkel, 1953; trasferita al genere Alopecosa Simon, 1885.
15. Lycosa biampliata Purcell, 1903; trasferita al genere Proevippa Purcell, 1903.
16. Lycosa bicolor Hogg, 1905; trasferita al genere Hoggicosa Roewer, 1960.
17. Lycosa bilineata (Emerton, 1885); trasferita al genere Schizocosa Chamberlin, 1904.
18. Lycosa brevialva Franganillo, 1913; trasferita al genere Arctosa C.L. Koch, 1847.
19. Lycosa castanea Hogg, 1905; trasferita al genere Hoggicosa Roewer, 1960.
20. Lycosa celaenica Rainbow, 1917; trasferita al genere Venatrix Roewer, 1960.
21. Lycosa cherokee (Chamberlin & Ivie, 1942); trasferita al genere Gladicosa Brady, 1987.
22. Lycosa cinerea Franganillo, 1913; trasferita al genere Arctosa C.L. Koch, 1847.
23. Lycosa cinnameovittata Schenkel, 1963; trasferita al genere Pardosa C.L. Koch, 1847.
24. Lycosa clara L. Koch, 1877; trasferita al genere Knoelle Framenau, 2006.
25. Lycosa clariventris Guy, 1966; trasferita al genere Allocosa Banks, 1900.
26. Lycosa crispipes L. Koch, 1877; trasferita al genere Hogna Simon, 1885.
27. Lycosa dingosaeformis Guy, 1966; trasferita al genere Allocosa Banks, 1900.
28. Lycosa duracki McKay, 1975; trasferita al genere Hoggicosa Roewer, 1960.
29. Lycosa errans Hogg, 1905; trasferita al genere Hoggicosa Roewer, 1960.
30. Lycosa erudita mongolica Schenkel, 1953; trasferita al genere Alopecosa Simon, 1885.
31. Lycosa exculta L. Koch, 1876; trasferita al genere Diahogna Roewer, 1960.
32. Lycosa excursor L. Koch, 1867; trasferita al genere Allocosa Banks, 1900.
33. Lycosa exigua (Roewer, 1960); trasferita al genere Hogna Simon, 1885.
34. Lycosa eyrei (Hickman, 1944); trasferita al genere Tetralycosa Roewer, 1960.
35. Lycosa farinosa Herman, 1879; trasferita al genere Alopecosa Simon, 1885.
36. Lycosa forresti McKay, 1973; trasferita al genere Hoggicosa Roewer, 1960.
37. Lycosa frondicola Emerton, 1885; trasferita al genere Hogna Simon, 1885.
38. Lycosa fulviventris (Kroneberg, 1875); trasferita al genere Zyuzicosa Logunov, 2010.
39. Lycosa furcillata L. Koch, 1867; trasferita al genere Venatrix Roewer, 1960.
40. Lycosa galapagoensis Banks, 1902; trasferita al genere Hogna Simon, 1885.
41. Lycosa gilberta Hogg, 1906; trasferita al genere Tasmanicosa Roewer, 1959.
42. Lycosa gloriosa Rainbow, 1920; trasferita al genere Artoria Thorell, 1877.
43. Lycosa godeffroyi L. Koch, 1865; trasferita al genere Tasmanicosa Roewer, 1959.
44. Lycosa habilis (Hogg, 1905); trasferita al genere Dolomedes Latreille, 1804, appartenente alla famiglia Pisauridae.
45. Lycosa hellenica C. L. Koch, 1836; trasferita al genere Hogna Simon, 1885.
46. Lycosa hilaris L. Koch, 1877; trasferita al genere Anoteropsis L. Koch, 1878.
47. Lycosa himalayensis Gravely, 1924; trasferita al genere Hogna Simon, 1885.
48. Lycosa hotingchiehi Schenkel, 1963; trasferita al genere Pardosa C.L. Koch, 1847.
49. Lycosa howensis McKay, 1979; trasferita al genere Venatrix Roewer, 1960.
50. Lycosa joshidana Kishida, 1909; trasferita al genere Trochosa C.L. Koch, 1847.
51. Lycosa khudiensis Sinha, 1951; trasferita al genere Arctosa C.L. Koch, 1847.
52. Lycosa kiangsiensis Schenkel, 1963; trasferita al genere Arctosa C.L. Koch, 1847.
53. Lycosa kosciuskoensis McKay, 1974; trasferita al genere Venatrix Roewer, 1960.
54. Lycosa kupupa Tikader, 1970; trasferita al genere Pardosa C.L. Koch, 1847.
55. Lycosa lapidosa McKay, 1974; trasferita al genere Venatrix Roewer, 1960.
56. Lycosa leuckarti (Thorell, 1870); trasferita al genere Tasmanicosa Roewer, 1959.
57. Lycosa macedonica (Giltay, 1932); trasferita al genere Hogna Simon, 1885.
58. Lycosa magnoseptum Guy, 1966; trasferita al genere Hogna Simon, 1885.
59. Lycosa mainae McKay, 1979; trasferita al genere Mainosa Framenau, 2006.
60. Lycosa marcentior Simon, 1909; trasferita al genere Venatrix Roewer, 1960.
61. Lycosa mayama McKay, 1976; trasferita al genere Venatrix Roewer, 1960.
62. Lycosa mccooki Montgomery, 1904; trasferita al genere Schizocosa Chamberlin, 1904.
63. Lycosa meracula Simon, 1909; trasferita al genere Tetralycosa Roewer, 1960.
64. Lycosa molyneuxi Hogg, 1906; trasferita al genere Tasmanicosa Roewer, 1959.
65. Lycosa musgravei McKay, 1974; trasferita al genere Tasmanicosa Roewer, 1959.
66. Lycosa mysorensis Tikader & Mukerji, 1971; trasferita al genere Pardosa C.L. Koch, 1847.
67. Lycosa nanata (Gertsch, 1940); trasferita al genere Pirata Sundevall, 1833.
68. Lycosa neboissi McKay, 1976; trasferita al genere Artoria Thorell, 1877.
69. Lycosa nigripes Guy, 1966; trasferita al genere Allocosa Banks, 1900.
70. Lycosa nigriventris Guy, 1966; trasferita al genere Allocosa Banks, 1900.
71. Lycosa nigrofulva (Caporiacco, 1955); trasferita al genere Allocosa Banks, 1900.
72. Lycosa noctuabunda (Montgomery, 1904); trasferita al genere Allocosa Banks, 1900.
73. Lycosa paramushirensis Nakatsudi, 1937; trasferita al genere Pardosa C.L. Koch, 1847.
74. Lycosa parricida Karsch, 1881; trasferita al genere Schizocosa Chamberlin, 1904.
75. Lycosa perinflata Pulleine, 1922; trasferita al genere Hoggicosa Roewer, 1960.
76. Lycosa phila (Dönitz & Strand, 1906); trasferita al genere Pardosa C.L. Koch, 1847.
77. Lycosa pratensis Emerton, 1885; trasferita al genere Trochosa C.L. Koch, 1847.
78. Lycosa properipes Simon, 1909; trasferita al genere Kangarosa Framenau, 2010.
79. Lycosa pseudoannulata (Bösenberg & Strand, 1906); trasferita al genere Pardosa C.L. Koch, 1847.
80. Lycosa pseudoradiata Guy, 1966; trasferita al genere Hogna Simon, 1885.
81. Lycosa pullastra Simon, 1909; trasferita al genere Venatrix Roewer, 1960.
82. Lycosa quadrativulva (Caporiacco, 1955); trasferita al genere Allocosa Banks, 1900.
83. Lycosa quadrifer Gravely, 1924; trasferita al genere Wadicosa Zyuzin, 1985.
84. Lycosa rainbowi (Roewer, 1951); trasferita al genere Hogna Simon, 1885.
85. Lycosa rhenockensis Tikader, 1970; trasferita al genere Pardosa C.L. Koch, 1847.
86. Lycosa roscai Roewer, 1951; trasferita al genere Pardosa C.L. Koch, 1847.
87. Lycosa rothaka Tikader, 1970; trasferita al genere Pardosa C.L. Koch, 1847.
88. Lycosa rubetra Schenkel, 1963; trasferita al genere Hogna Simon, 1885.
89. Lycosa rufimanoides (Strand, 1908); trasferita al genere Hogna Simon, 1885.
90. Lycosa santrita Chamberlin & Ivie, 1942; trasferita al genere Rabidosa Roewer, 1960.
91. Lycosa segregis Simon, 1909; trasferita al genere Venatrix Roewer, 1960.
92. Lycosa semicincta L. Koch, 1877; trasferita al genere Tasmanicosa Roewer, 1959.
93. Lycosa shyamae Tikader, 1970; trasferita al genere Pardosa C.L. Koch, 1847.
94. Lycosa simplex L. Koch, 1882; trasferita al genere Hogna Simon, 1885.
95. Lycosa skeeti Pulleine, 1922; trasferita al genere Hoggicosa Roewer, 1960.
96. Lycosa snelli McKay, 1975; trasferita al genere Hoggicosa Roewer, 1960.
97. Lycosa snodgrassi Banks, 1902; trasferita al genere Hogna Simon, 1885.
98. Lycosa sordulenta Thorell, 1899; trasferita al genere Arctosa C.L. Koch, 1847.
99. Lycosa storri McKay, 1973; trasferita al genere Hoggicosa Roewer, 1960.
100. Lycosa subamylacea (Bösenberg & Strand, 1906); trasferita al genere Arctosa C.L. Koch, 1847.
101. Lycosa subantarctica Forster, 1964; trasferita al genere Anoteropsis L. Koch, 1878.
102. Lycosa subhirsuta L. Koch, 1882; trasferita al genere Arctosa C.L. Koch, 1847.
103. Lycosa subhirsutella (Roewer, 1955); trasferita al genere Arctosa C.L. Koch, 1847.
104. Lycosa summa McKay, 1974; trasferita al genere Venatrix Roewer, 1960.
105. Lycosa takahashii Saito, 1936; trasferita al genere Pardosa C.L. Koch, 1847.
106. Lycosa tarsalis ehiki Kolosváry, 1943; trasferita al genere Pardosa C.L. Koch, 1847.
107. Lycosa tatensis Tikader, 1964; trasferita al genere Pardosa C.L. Koch, 1847.
108. Lycosa thoas Mello-Leitão, 1938; trasferita al genere Aglaoctenus Tullgren, 1905.
109. Lycosa turbida (Rosca, 1935); trasferita al genere Arctosa C.L. Koch, 1847.
110. Lycosa tusapa Chamberlin, 1925; trasferita al genere Schizocosa Chamberlin, 1904.
111. Lycosa valida Lucas, 1846; trasferita al genere Alopecosa Simon, 1885.
112. Lycosa vehemens Walckenaer, 1837; trasferita al genere Hogna Simon, 1885.
113. Lycosa venezuelica (Caporiacco, 1955); trasferita al genere Allocosa Banks, 1900.
114. Lycosa virgata Kishida, 1909; trasferita al genere Alopecosa Simon, 1885.
115. Lycosa vultuosa C. L. Koch, 1838; trasferita al genere Geolycosa Montgomery, 1904.
116. Lycosa waitei Rainbow, 1917; trasferita al genere Hogna Simon, 1885.
117. Lycosa wuchangensis Schenkel, 1963; trasferita al genere Trochosa C.L. Koch, 1847.

### Sinonimi
1. Lycosa ambigua Barrientos, 2004; posta in sinonimia con L. fasciiventris Dufour, 1835 a seguito di un lavoro degli aracnologi Planas, Fernández-Montraveta & Ribera del 2013[2].
2. Lycosa auribrachialis Schenkel, 1936; posta in sinonimia con L. coelestis L. Koch, 1878 a seguito di uno studio degli aracnologi Yu & Song (1988c).
3. Lycosa delphini Simon, 1904; trasferita dal genere Avicosa=Schizocosa e posta in sinonimia con L. porteri Simon, 1904 a seguito di un lavoro dell'aracnologo Casanueva del 1980.
4. Lycosa fujitai Uyemura, 1939; posta in sinonimia con L. ishikariana (Saito, 1934) a seguito di uno studio dell'aracnologo Yaginuma (1978a).
5. Lycosa hsinglungshanensis (Saito, 1936); trasferita dal genere Varacosa sensu Trochosa e posta in sinonimia con L. shansia (Hogg, 1912) a seguito di un lavoro degli aracnologi Yu & Song (1988c), quando era denominata L. sinensis.
6. Lycosa joerandae Strand, 1917; trasferita dal genere Pardosa; posta in sinonimia con L. implacida Nicolet, 1849 a seguito di un lavoro dell'aracnologo Casanueva del 1980.
7. Lycosa laeta curticeps (Strand, 1913); trasferita dal genere Allocosa e posta in sinonimia con L. laeta L. Koch, 1877 a seguito di un lavoro dell'aracnologo McKay, pubblicato in Davies, 1985.
8. Lycosa laeta protruda (Strand, 1913); trasferita dal genere Allocosa e posta in sinonimia con L. dimota Simon, 1909 a seguito di un lavoro dell'aracnologo McKay, pubblicato in Davies, 1985.
9. Lycosa longipes Nicolet, 1849; posta in sinonimia con L. implacida Nicolet, 1849 a seguito di un lavoro dell'aracnologo Casanueva del 1980.
10. Lycosa melica Fox, 1937; posta in sinonimia con L. grahami Fox, 1935 a seguito di uno studio degli aracnologi Yu & Song (1988c).
11. Lycosa muelleriana (Strand, 1908); trasferita dal genere Hogna; posta in sinonimia con L. implacida Nicolet, 1849 a seguito di un lavoro dell'aracnologo Casanueva del 1980.
12. Lycosa murina Nicolet, 1849; posta in sinonimia con L. implacida Nicolet, 1849 a seguito di un lavoro dell'aracnologo Casanueva del 1980.
13. Lycosa narbonensis Walckenaer, 1806; posta in sinonimia con L. tarantula (Linnaeus, 1758) a seguito di un lavoro degli aracnologi Planas, Fernández-Montraveta & Ribera del 2013.
14. Lycosa nordmanni (Thorell, 1875); posta in sinonimia con L. praegrandis C. L. Koch, 1836 a seguito di uno studio degli aracnologi Zyuzin & Logunov del 2000.
15. Lycosa ohlini Tullgren, 1901; trasferita dal genere Trochosippa e posta in sinonimia con l. magallanica Karsch, 1880 a seguito di un lavoro dell'aracnologo Mello-Leitão (1947b) quando gli esemplari erano ascritti al genere  Alopecosa.
16. Lycosa panousei Guy, 1966; trasferita dal genere Allocosa e posta in sinonimia con L. fasciiventris Dufour, 1835 a seguito di un lavoro degli aracnologi Planas, Fernández-Montraveta & Ribera del 2013.
17. Lycosa passerina Mello-Leitão, 1941; trasferita dal genere Hogna e posta in sinonimia con L. thorelli (Keyserling, 1877) a seguito di un lavoro dell'aracnologo Capocasale del 1980.
18. Lycosa raptoria (Walckenaer, 1837); trasferita dal genere Scaptocosa=Geolycosa e posta in sinonimia con L. erythrognatha Lucas, 1836 a seguito di uno studio dell'aracnologo Bücherl (1952b).
19. Lycosa selkirki Simon, 1905; trasferita dal genere Hogna e posta in sinonimia con L. fernandezi (F. O. Pickard-Cambridge, 1899); questa sinonimia non è tenuta in considerazione da Roewer.
20. Lycosa sepia (Dönitz & Strand, 1906); trasferita dal genere Geolycosa e posta in sinonimia con L. coelestis L. Koch, 1878 a seguito di uno studio dell'aracnologo Yaginuma (1986a).
21. Lycosa sinensis Schenkel, 1953; posta in sinonimia con L. shansia (Hogg, 1912) a seguito di un lavoro dell'aracnologo Zhang del 1987.
22. Lycosa subcoelestis (Fox, 1935); posta in sinonimia con L. coelestis L. Koch, 1878 a seguito di uno studio degli aracnologi Chen & Gao del 1990.
23. Lycosa yaginumai Song & Zhang, 1985; posta in sinonimia con L. suzukii Yaginuma, 1960 a seguito di un lavoro degli aracnologi Song, Zhu & Chen del 1999.

### Omonimie
- Lycosa festiva Urquhart, 1893; l'esemplare descritto è stato posto in omonimia con L. tasmanicola Roewer, 1960[2].
- Lycosa tasmanica (Roewer, 1951); l'esemplare descritto è stato posto in omonimia con L. tasmanicola Roewer, 1960.